# آسومان داباک
آسومان داباک (انگلیسی: Asuman Dabak; ۱ فوریهٔ ۱۹۷۰ – ) بازیگر اهل ترکیه است. وی از سال ۱۹۹۰ میلادی تاکنون مشغول فعالیت بوده‌است.
از فیلم‌ها یا برنامه‌های تلویزیونی که وی در آن نقش داشته‌است می‌توان به کاغذ اشاره کرد.